# Mulgrew Miller
Pour les articles homonymes, voir Miller.
Mulgrew Miller, né le 13 août 1955 à Greenwood (Mississippi) et mort des suites de deux accidents vasculaires cérébraux rapprochés le 29 mai 2013 à Allentown (Pennsylvanie), est un pianiste et compositeur de jazz américain.

## Biographie
Né dans un milieu familial très imprégné de pratique musicale, et particulièrement son frère ainé, bassiste et pianiste qui l'initie au jazz, il étudie le piano dès l'âge de six ans. Il partage ses activités de musicien précoce entre les groupes locaux de rythm'n blues et le gospel des églises baptistes et méthodistes, mais déjà écoute attentivement Errol Garner, Oscar Peterson et Ahmad Jamal. Boursier à l'université de Memphis, il reçoit les conseils des pianistes Donald Brown (en) et James Williams. Puis il rencontre à Boston le batteur Alan Dawson, le saxophoniste Ricky Ford et les musiciens de Ray Charles à Los Angeles. En 1976, il tient la place de Duke Ellington dans l'orchestre de son fils Mercer Ellington avec qui il vient l'année suivante en Europe. En 1980, il accompagne la chanteuse Betty Carter.
Outre des participations régulières aux formations du trompettiste Woody Shaw (1981-1983), puis aux célèbres Jazz messengers du batteur Art Blakey (1983-1986) et au quintette du batteur Tony Williams (1986-1994), Mulgrew Miller accompagne de très nombreux musiciens : les saxophonistes Jackie McLean, George Coleman, Branford Marsalis et Kenny Garrett, les trompettistes Freddie Hubbard, Terence Blanchard et Wallace Roney et la chanteuse Cassandra Wilson.
En tant que leader, il forme d'abord des trios avec le bassiste Ira Coleman et le batteur Marvin S. Smith (1985), puis le bassiste Charnett Moffett et la batteuse Terri Lyne Carrington (1986), avant de diriger un quintette avec Kenny Garrett au saxophone et Steve Nelson au vibraphone avec lequel il joue au Village Vanguard.
Dans les années 2000, il poursuit son travail en trio avec le bassiste Derrick Hodge et le batteur Kariem Riggins (Live at Yoshin en 2004 et Live at Kennedy center en 2006), enfin avec le bassiste Ivan Taylor et le batteur Rodney Green. Il se fixe alors à Easton (Pennsylvanie) et devient directeur des Jazz studies à la William Paterson University. En 2007-2008, il est artiste en résidence au Lafayette College. Il continue à enregistrer avec le saxophoniste Joe Lovano et le contrebassiste Ron Carter (2003) avec lequel il joue au New Morning au cours de l'été 2010, et avec le saxophoniste français Pierrick Pédron en 2007.
Le public français a pu l'entendre et l'admirer une dernière fois au Jazz à Vienne de l'été 2012 où il participe à un workshop avec trois autres pianistes dont Kenny Barron. Après avoir encore remporté un triomphe en novembre de la même année à Mannheim (Allemagne) au sein d'un "all stars" où il joue aux côtés des saxophonistes Archie Shepp et Yusef Lateef et du bassiste Reggie Workman, Mulgrew Miller meurt d'un double AVC le 29 mai 2013.

### En tant que musicien
Mulgrew Miller a participé à plus de 500 enregistrements au cours de sa carrière. Son jeu léger et fluide, à l'image de celui de son mentor et ami Hank Jones, qu'il développe souvent en longue phrases où sa virtuosité, héritée de ses modèles Errol Garner, Oscar Peterson et Bud Powell (« il ne me quitte jamais », affirmait-il) peut s'exprimer, mais aussi sa conception "orchestrale" de l'instrument et sa maîtrise des structures modales inspirées d'Ahmad Jamal et de McCoy Tyner en font un des accompagnateurs les plus appréciés et les plus sollicités de sa génération.
Son travail en tant que leader le plus souvent dans le cadre du trio piano/basse/batterie, le situe davantage comme un héritier des grandes figures qui furent pour lui autant de modèles que comme un innovateur. Son unique album en solo, paru seulement en 2010 témoigne de très belle façon que cette fidélité à la tradition n'a pas occulté sa capacité à exprimer une personnalité originale.

## Discographie

### En tant que leader/co-leader
| Date d'enregistrement | Titre                                          | Label          | Année de sortie | Notes |
| --------------------- | ---------------------------------------------- | -------------- | --------------- | --- |
| 1985-06               | Keys to the City                               | Landmark       | 1985            | Trio, avec Ira Coleman (bass), Marvin "Smitty" Smith (drums) |
| 1986-04               | Work!                                          | Landmark       | 1986            | Trio, avec Charnett Moffett (bass), Terri Lyne Carrington (drums) |
| 1987-05               | Wingspan                                       | Landmark       | 1987            | Sextet, avec Kenny Garrett (flute, alto sax), Steve Nelson (vibraphone), Charnett Moffett (bass), Tony Reedus (drums), Rudy Bird (percussion)                                                            |
| 1987-12               | Trio Transition                                | DIW            | 1987            | "Trio Transition" – avec Reggie Workman (bass), et Frederick Waits (drums) |
| 1988-06               | Trio Transition with Special Guest Oliver Lake | Disk Union     | 1988            | "Trio Transition" – avec Reggie Workman (bass), Frederick Waits (drums); et Oliver Lake (alto sax) |
| 1988-08               | The Countdown                                  | Landmark       | 1989            | Quartet, avec Joe Henderson (tenor sax), Ron Carter (bass), Tony Williams (drums) |
| 1990-03               | From Day to Day                                | Landmark       | 1990            | Trio, avec Robert Hurst (bass), Kenny Washington (drums) |
| 1991-08               | Time and Again                                 | Landmark       | 1991            | Trio, avec Peter Washington (bass), Tony Reedus (drums) |
| 1992-12               | Hand in Hand                                   | Novus          | 1993            | Quintet to septet, avec Kenny Garrett (soprano sax, alto sax), Joe Henderson (tenor sax), Eddie Henderson (trumpet, flugelhorn), Steve Nelson (vibraphone), Christian McBride (bass), Lewis Nash (drums) |
| 1993-12               | With Our Own Eyes                              | Novus          | 1994            | Trio, avec Richie Goods (bass), Tony Reedus (drums) |
| 1995-03               | Getting to Know You                            | Novus          | 1995            | Trio, avec Richie Goods (bass), Karriem Riggins (drums); quintet with Big Black (conga), Steve Kroon (percussion) added on some tracks                                                                   |
| 1999-01               | The Duets                                      | Bang & Olufsen | 1999            | Duo, avec Niels-Henning Ørsted Pedersen (bass) |
| 2000-07               | NHOP & Mulgrew Miller: The Duo – Live!         | Storyville     | 2016            | [2CD] Duo, avec Niels-Henning Ørsted Pedersen (bass); in concert |
| 2000-10               | Solo                                           | Space Time     | 2010            | Solo; in concert |
| 2002-06               | The Sequel                                     | Maxjazz        | 2002            | Sextet, avec Steve Wilson (soprano sax, alto sax), Duane Eubanks (trumpet), Steve Nelson (vibraphone), Richie Goods (bass), Karriem Riggins (drums)                                                      |
| 2002-09               | Live at the Kennedy Center Vol. 1              | Maxjazz        | 2006            | Trio, avec Derrick Hodge (bass), Rodney Green (drums); in concert |
| 2002-09               | Live at the Kennedy Center: Vol. 2             | Maxjazz        | 2007            | Trio, avec Derrick Hodge (bass), Rodney Green (drums); in concert |
| 2003-07               | Live at Yoshi's, Vol. 1                        | Maxjazz        | 2004            | Trio, avec Derrick Hodge (bass), Karriem Riggins (drums); in concert |
| 2003-07               | Live at Yoshi's, Vol. 2                        | Maxjazz        | 2005            | Trio, avec Derrick Hodge (bass), Karriem Riggins (drums); in concert |
| 2004-02               | Solo in Barcelona                              | Storyville     | 2023            | Solo; in concert, |
| 2006-11, 2007-11      | In Harmony                                     | Resonance      | 2021            | [2CD] Duo, co-led avec Roy Hargrove (trumpet, flugelhorn); in concert |
| 2005-03, 2011-05      | Live: The Art of Piano Duo                     | Groovin' High  | 2019            | [3CD] Duo, avec Kenny Barron (piano); in concert |
| 2012-02               | Grew's Tune                                    | Stunt          | 2012            | Avec Klüvers Big Band; in concert |

Principales sources,:

### En tant que sideman
| Année enregistrée | Leader                                                       | Titre                                     | Label                       |
| ----------------- | ------------------------------------------------------------ | ----------------------------------------- | --------------------------- |
| 1993              | Carl Allen                                                   | The Dark Side of Dewey                    | Evidence                    |
| 2002              | Karrin Allyson                                               | In Blue                                   | Concord                     |
| 1990              | Harold Ashby                                                 | What Am I Here For?                       | Criss Cross                 |
| 1994              | Gary Bartz                                                   | The Red and Orange Poems                  | Atlantic                    |
| 1994–95           | Bob Belden                                                   | Shades of Blue                            | Blue Note                   |
| 1989              | Jerry Bergonzi (en)                                          | Lineage                                   | Red                         |
| 1984              | Art Blakey                                                   | New York Scene                            | Concord                     |
| 1985              | Art Blakey                                                   | Blue Night                                | Timeless                    |
| 1985              | Art Blakey                                                   | Live at Kimball's                         | Concord                     |
| 1985              | Art Blakey                                                   | Live at Sweet Basil                       | Paddle Wheel                |
| 1985              | Art Blakey                                                   | Live at Ronnie Scott's                    | TP Jazz                     |
| 1985              | Art Blakey                                                   | Dr. Jeckyle                               | Evidence                    |
| 1985              | Art Blakey                                                   | New Year's Eve at Sweet Basil             | Paddle Wheel                |
| 1983              | Terence Blanchard and Donald Harrison                        | New York Second Line                      | Concord                     |
| 1984              | Terence Blanchard and Donald Harrison                        | Discernment                               | Concord                     |
| 1986              | Terence Blanchard and Donald Harrison                        | Nascence                                  | Columbia                    |
| 1986              | Hamiet Bluiett (en)                                          | Last Night                                | Just a Memory               |
| 1998              | Cecil Bridgewater (en)                                       | Mean What You Say                         | Brownstone                  |
| 1991–92           | Gary Burton                                                  | Six Pack                                  | GRP                         |
| 2000              | Gary Burton                                                  | For Hamp, Red, Bags and Cal               | Concord                     |
| 1987              | Donald Byrd                                                  | Harlem Blues                              | Landmark                    |
| 2008*             | Paul Carr                                                    | Musically Yours                           | PCJ                         |
| 1992              | Betty Carter                                                 | It's Not About the Melody                 | Verve                       |
| 2002              | Ron Carter                                                   | The Golden Striker                        | Blue Note                   |
| 2007              | Ron Carter                                                   | It's the Time                             | Somethin' Else              |
| 2011              | Ron Carter                                                   | Great Big Band                            | Sunnyside                   |
| 2010              | Ron Carter                                                   | San Sebastian                             | In + Out                    |
| 1998              | Joe Chambers                                                 | Mirrors                                   | Blue Note                   |
| 1989              | The Contemporary Piano Ensemble                              | Four Pianos for Phineas                   | Evidence                    |
| 1993              | The Contemporary Piano Ensemble                              | The Key Players                           | Sony                        |
| 1993*             | Larry Coryell                                                | Fallen Angel                              | CTI                         |
| 1990              | Bill Cosby                                                   | My Appreciation                           | Verve                       |
| 1988              | Monte Croft                                                  | A Higher Fire                             | Columbia                    |
| 1990              | Monte Croft                                                  | Survival of the Spirit                    | Columbia                    |
| 1992              | Eddie Daniels and Gary Burton                                | Benny Rides Again                         | Contemporary                |
| 1991*             | Jesse Davis (en)                                             | Horn of Passion                           | Concord                     |
| 1997              | Jesse Davis                                                  | First Insight                             | Concord                     |
| 2005              | The Dizzy Gillespie All-Star Big Band                        | Dizzy's Business                          | Telarc                      |
| 1999              | The Dizzy Gillespie Alumni All-Stars                         | Dizzy's World                             | Shanachie                   |
| 1989*             | The Duke Ellington Orchestra                                 | Music Is My Mistress                      | Musicmasters                |
| 2000              | John D'Earth (en)                                            | Restoration Comedy                        | Double T                    |
| 1986              | Bill Easley (en)                                             | Wind Inventions                           | Sunnyside                   |
| 2001              | Dave Ellis                                                   | State of Mind                             | Milestone                   |
| 1989              | Robin Eubanks and Steve Turre                                | Dedication                                | JMT                         |
| 1997              | Charles Fambrough (en)                                       | Upright Citizen                           | Nugroove                    |
| 1984              | William Fielder                                              | Love Progression                          | Prescription                |
| 1991              | Sonny Fortune                                                | It Ain't What It Was                      | Konnex                      |
| 1990              | Tomas Franck                                                 | Tomas Franck in New York                  | Criss Cross                 |
| 1984              | Kenny Garrett                                                | Introducing Kenny Garrett                 | Criss Cross                 |
| 1988              | Kenny Garrett                                                | Garrett 5                                 | Bellaphon                   |
| 1990*             | Kenny Garrett                                                | African Exchange Student                  | Atlantic                    |
| 1999*             | Kenny Garrett                                                | Simply Said                               | Warner Bros.                |
| 2006              | Kenny Garrett                                                | Beyond the Wall                           | Nonesuch                    |
| 1987              | Benny Golson                                                 | Stardust                                  | Denon                       |
| 1989              | Benny Golson                                                 | Benny Golson Quartet Live                 | Dreyfus                     |
| 1990              | Benny Golson                                                 | Benny Golson Quartet                      | Lester Recording Catalog    |
| 1992              | Benny Golson                                                 | I Remember Miles                          | Evidence                    |
| 1999              | Benny Golson                                                 | One Day, Forever                          | Arkadia Jazz                |
| 1994              | Gabrielle Goodman (en)                                       | Until We Love                             | Winter & Winter             |
| 1983              | Johnny Griffin                                               | Call It Whachawana                        | Galaxy                      |
| 1999              | Mark Gross                                                   | Riddle of the Sphinx                      | J Curve                     |
| 1997              | Stefon Harris                                                | A Cloud of Red Dust                       | Blue Note                   |
| 1999*             | Donald Harrison                                              | Free to Be                                | Impulse!                    |
| 2004              | Donald Harrison                                              | The Survivor                              | Nagel Heyer                 |
| 1991*             | Antonio Hart (en)                                            | For the First Time                        | Novus                       |
| 1993*             | Antonio Hart                                                 | For Cannonball and Woody                  | Novus                       |
| 2010*             | Louis Hayes                                                  | Lou's Idea                                | American Showplace Music    |
| 1990              | Vincent Herring                                              | Evidence                                  | Landmark                    |
| 1991–92           | Vincent Herring                                              | Dawnbird                                  | Landmark                    |
| 2001              | Vincent Herring                                              | Simple Pleasure                           | High Note                   |
| 1998              | Emil Hess and Richard Livingston Huntley                     | The Great Bridge                          | Storyville                  |
| 2007              | Dave Holland                                                 | Pass It On                                | Dare2/Emarcy                |
| 1983              | The Horizon Quintet                                          | Gumbo                                     | Amigo                       |
| 1988              | Freddie Hubbard and Art Blakey                               | Feel the Wind                             | Timeless                    |
| 1985              | Freddie Hubbard and Woody Shaw                               | Double Take                               | Blue Note                   |
| 1987              | Freddie Hubbard and Woody Shaw                               | The Eternal Triangle                      | Blue Note                   |
| 1985              | Bobby Hutcherson                                             | Color Schemes                             | Landmark                    |
| 1993              | Bobby Hutcherson                                             | Acoustic Masters II                       | Atlantic                    |
| 2003*             | Javier Colon                                                 | Javier                                    | Capitol                     |
| 1998              | Rodney Jones (en)                                            | The Undiscovered Few                      | Blue Note                   |
| 2003              | Sean Jones (en)                                              | Eternal Journey                           | Mack Avenue                 |
| 2005*             | Sean Jones                                                   | Gemini                                    | Mack Avenue                 |
| 1998*             | Joyce                                                        | Astronauta: Canções De Elis               | Pau Brasil                  |
| 2002              | Geoff Keezer (en)                                            | Sublime: Honoring the Music of Hank Jones | Telarc                      |
| 2000*             | Trudy Kerr                                                   | Day Dream                                 | Jazzizit                    |
| 1993              | Ryan Kisor (en)                                              | On the One                                | Columbia                    |
| 2001*             | David Klein                                                  | My Marilyn                                | Enja                        |
| 2000              | Harold Land                                                  | Promised Land                             | Audiophoric                 |
| 1992              | David Liebman                                                | Setting the Standard                      | Red                         |
| 1994*             | Lincoln Center Jazz Orchestra                                | The Fire of the Fundamentals              | Columbia                    |
| 1993              | Joe Lovano                                                   | Tenor Legacy                              | Blue Note                   |
| 1995              | Joe Lovano                                                   | Quartets: Live at the Village Vanguard    | Blue Note                   |
| 2006*             | Pamela Luss                                                  | There's Something About You I Don't Know  | Savant                      |
| 2000              | Brian Lynch                                                  | Tribute to the Trumpet Masters            | Sharp Nine                  |
| 2012              | Joe Magnarelli                                               | Live at Smalls                            | Smallslive                  |
| 2001              | Rick Margitza                                                | Memento                                   | Palmetto                    |
| 2000              | René Marie (en)                                              | How Can I Keep from Singing?              | Maxjazz                     |
| 2001              | René Marie                                                   | Vertigo                                   | Maxjazz                     |
| 1983              | Branford Marsalis                                            | Scenes in the City                        | Columbia                    |
| 2002              | Delfeayo Marsalis                                            | Minions Dominion                          | Troubadour Jass             |
| 2008              | Delfeayo Marsalis                                            | Sweet Thunder                             | Troubador                   |
| 2004*             | Harvey Mason                                                 | With All My Heart                         | BMG                         |
| 2005*             | Chris McNulty (en)                                           | Dance Delicisio                           | Elefant Dreams              |
| 1995              | Charles McPherson                                            | Come Play with Me                         | Arabesque                   |
| 1997              | Charles McPherson                                            | Manhattan Nocturne                        | Arabesque                   |
| 1996              | Bill Mobley (en)                                             | Live at Small's Vol. 1                    | Space Time                  |
| 1996              | Bill Mobley                                                  | Live at Small's Vol. 2                    | Space Time                  |
| 2007              | Bill Mobley                                                  | Moodscape                                 | Space Time                  |
| 2006*             | Antoinette Montague                                          | Pretty Blues                              | CAP                         |
| 2010*             | Antoinette Montague                                          | Behind the Smile                          | In The Groove               |
| 1995              | James Moody                                                  | Moody's Party                             | Telarc                      |
| 1996              | James Moody                                                  | Young at Heart                            | Warner Bros.                |
| 1988              | Ralph Moore                                                  | Rejuvenate!                               | Criss Cross                 |
| 1988              | Frank Morgan (en)                                            | Yardbird Suite                            | Contemporary                |
| 1989              | Frank Morgan                                                 | Reflections                               | Contemporary                |
| 1995*             | Ronald Muldrow (en)                                          | Diaspora                                  | Enja                        |
| 1998              | Ronald Muldrow                                               | Freedom's Serenade                        | Double-Time                 |
| 1989              | Lewis Nash                                                   | Rhythm Is My Business                     | Evidence                    |
| 2006              | Lewis Nash                                                   | Jazz Museum: Tribute to Great Artists     | All Art                     |
| 1987–89           | Steve Nelson                                                 | Communications                            | Criss Cross                 |
| 1999              | Steve Nelson                                                 | New Beginnings                            | TCB                         |
| 2007              | Steve Nelson                                                 | Sound Effect                              | High Note                   |
| 1990              | Sam Newsome (en)                                             | Sam I Am                                  | Criss Cross                 |
| 1991*             | New York Voices (en)                                         | Hearts of Fire                            | GRP                         |
| 1995*             | Greg Osby                                                    | Black Book                                | Blue Note                   |
| 2011*             | Charles Owens                                                | Joy                                       | Charles Owens               |
| 1996*             | Dave Panichi (en)                                            | Blues for McCoy                           | Spirit Song                 |
| 1994              | Nicholas Payton                                              | From This Moment                          | Verve                       |
| 1997              | Nicholas Payton and Lew Soloff, Tom Harrell, Eddie Henderson | Trumpet Legacy                            | Milestone                   |
| 2005              | Pierrick Pedron                                              | Deep in a Dream                           | Nocturne                    |
| 2003              | Jeremy Pelt                                                  | Close to My Heart                         | Maxjazz                     |
| 1989              | P.J. Perry (en)                                              | My Ideal                                  | Unity                       |
| 1987              | Billy Pierce                                                 | Give and Take                             | Sunnyside                   |
| 1991              | Billy Pierce                                                 | One for Chuck                             | Sunnyside                   |
| 1988              | Tony Reedus (en)                                             | The Far Side                              | Evidence                    |
| 1988              | Dianne Reeves                                                | The Nearness of You                       | Blue Note                   |
| 1997*             | Dianne Reeves                                                | That Day                                  | Blue Note                   |
| 1999*             | Dianne Reeves                                                | Bridges                                   | Blue Note                   |
| 2000              | Dianne Reeves                                                | The Calling                               | Blue Note                   |
| 1985              | Claudio Roditi (en)                                          | Claudio!                                  | Uptown                      |
| 1987              | Wallace Roney                                                | Verses                                    | Muse                        |
| 1988              | Wallace Roney                                                | Intuition                                 | Muse                        |
| 1989              | Wallace Roney                                                | The Standard Bearer                       | Muse                        |
| 2001              | Jim Rotondi                                                  | Destination Up!                           | Sharp Nine                  |
| 1990              | David Sanborn                                                | Another Hand                              | Elektra                     |
| 1994              | David Sanborn                                                | Pearls                                    | Elektra                     |
| 2000              | Randy Sandke (en)                                            | Cliffhanger                               | Nagel-Heyer                 |
| 1977              | Woody Shaw                                                   | Woody Shaw Live Volume Three              | High Note                   |
| 1980–81           | Woody Shaw                                                   | Field Recordings of a Jazz Master         | International Trumpet Guild |
| 1981              | Woody Shaw                                                   | United                                    | Columbia                    |
| 1981              | Woody Shaw                                                   | Tokyo '81                                 | Elemental                   |
| 1982              | Woody Shaw                                                   | Lotus Flower                              | Enja                        |
| 1982              | Woody Shaw                                                   | Master of the Art                         | Elektra/Musician            |
| 1982              | Woody Shaw                                                   | Night Music                               | Elektra/Musician            |
| 1983              | Woody Shaw                                                   | The Time Is Right                         | Red                         |
| 1983              | Woody Shaw                                                   | Live in Bremen 1983                       | Elemental                   |
| 2008              | Alex Sipiagin (en)                                           | Mirages                                   | Criss Cross                 |
| 1987              | Marvin Smith (en)                                            | Keeper of the Drums                       | Concord                     |
| 2009              | Neal Smith                                                   | Live at Smalls                            | Smallslive                  |
| 1990              | Gary Smulyan                                                 | The Lure of Beauty                        | Criss Cross                 |
| 1990              | Jim Snidero (en)                                             | Storm Rising                              | Ken Music                   |
| 1998              | Lew Soloff (en)                                              | With a Song in My Heart                   | Milestone                   |
| 1988              | James Spaulding (en)                                         | Brilliant Corners                         | Muse                        |
| 1988              | James Spaulding                                              | Gotstabe a Better Way!                    | Muse                        |
| 2003              | Terell Stafford (en)                                         | New Beginnings                            | Maxjazz                     |
| 1991*             | Dave Stryker (en)                                            | Guitar on Top                             | Strikezone                  |
| 1984              | John Stubblefield (en)                                       | Confessin'                                | Soul Note                   |
| 1987              | John Stubblefield                                            | Countin' on the Blues                     | Enja                        |
| 1988              | Superblue (en)                                               | Superblue                                 | Blue Note                   |
| 1993              | Steve Swallow                                                | Real Book                                 | XtraWatt                    |
| 1991              | John Swana                                                   | John Swana and Friends                    | Criss Cross                 |
| 1997              | Jubilant Sykes (en)                                          | Jubilant                                  | CBS                         |
| 1997              | Gregory Tardy                                                | Serendipity                               | Impulse!                    |
| 1989              | Toots Thielemans                                             | Footprints                                | Emarcy                      |
| 1991              | Gary Thomas (en)                                             | The Kold Kage                             | Winter & Winter             |
| 2001              | Jean Toussaint (en)                                          | Blue Black                                | Space Time                  |
| 1987              | Steve Turre                                                  | Viewpoint                                 | Stash                       |
| 1997              | Steve Turre                                                  | Lotus Flower                              | Verve                       |
| 2000              | Steve Turre                                                  | TNT                                       | Telarc                      |
| 2004              | Steve Turre                                                  | The Spirits Up Above                      | HighNote                    |
| 2008*             | Steve Turre                                                  | Rainbow People                            | High Note                   |
| 1999*             | Urban Jazz Network                                           | Urban Dreams                              | Mankind                     |
| 1996*             | Myron Walden                                                 | Hypnosis                                  | NYC                         |
| 1998              | Bennie Wallace                                               | Someone to Watch over Me                  | Enja                        |
| 2001*             | Bennie Wallace                                               | Moodsville                                | Groovenote                  |
| 1983              | Bobby Watson (en)                                            | Jewel                                     | Evidence                    |
| 1983              | Bobby Watson                                                 | Gumbo                                     | Evidence                    |
| 1987              | Bobby Watson                                                 | The Year of the Rabbit                    | Evidence                    |
| 1983              | Bobby Watson and Curtis Lundy                                | Beatitudes                                | New Note                    |
| 1993              | Ernie Watts                                                  | Reaching Up                               | JVC                         |
| 1999*             | Ernie Watts                                                  | Classic Moods                             | JVC                         |
| 2009*             | Chip White (en)                                              | More Dedications                          | Dark Colors                 |
| 1995*             | Lenny White                                                  | Present Tense                             | Hip Bop                     |
| 1999              | Buster Williams                                              | Live at the Montreux Jazz Festival, 1999  | TCB                         |
| 1985              | Tony Williams                                                | Foreign Intrigue                          | Blue Note                   |
| 1986              | Tony Williams                                                | Civilization                              | Blue Note                   |
| 1988              | Tony Williams                                                | Angel Street                              | Blue Note                   |
| 1989              | Tony Williams                                                | Native Heart                              | Blue Note                   |
| 1991              | Tony Williams                                                | The Story of Neptune                      | Blue Note                   |
| 1992              | Tony Williams                                                | Tokyo Live                                | Blue Note                   |
| 1996              | Tony Williams                                                | Young at Heart                            | Columbia                    |
| 1988              | Cassandra Wilson                                             | Blue Skies                                | JMT                         |
| 1991              | Steve Wilson (en)                                            | New York Summit                           | Criss Cross                 |
| 1998              | Steve Wilson                                                 | Generations                               | Stretch                     |
| 2005              | Warren Wolf (en)                                             | Incredible Jazz Vibes                     | M&I                         |
| 2009              | Warren Wolf                                                  | Black Wolf                                | M&I                         |
| 1996*             | Dave Young                                                   | Two by Two, Vol. 2                        | Justin Time                 |
| 1996*             | Dave Young                                                   | Side by Side, Vol. 3                      | Justin Time                 |

Principales sources,,,:

## Sources
- Article de Philippe Carles, Dictionnaire du jazz, du même avec André Clergeat et Jean-Louis Comolli, Robert Laffont, coll. Bouquins, Paris, 1994  (ISBN 2221078225)
- Isabelle Leymarie, Les Cahiers du Jazz n°10, Paris, 2013, « In memoriam Mulgrew Miller (1955-2013) + Discographie + Transcription »